# Électrolyse à membrane échangeuse d'anions

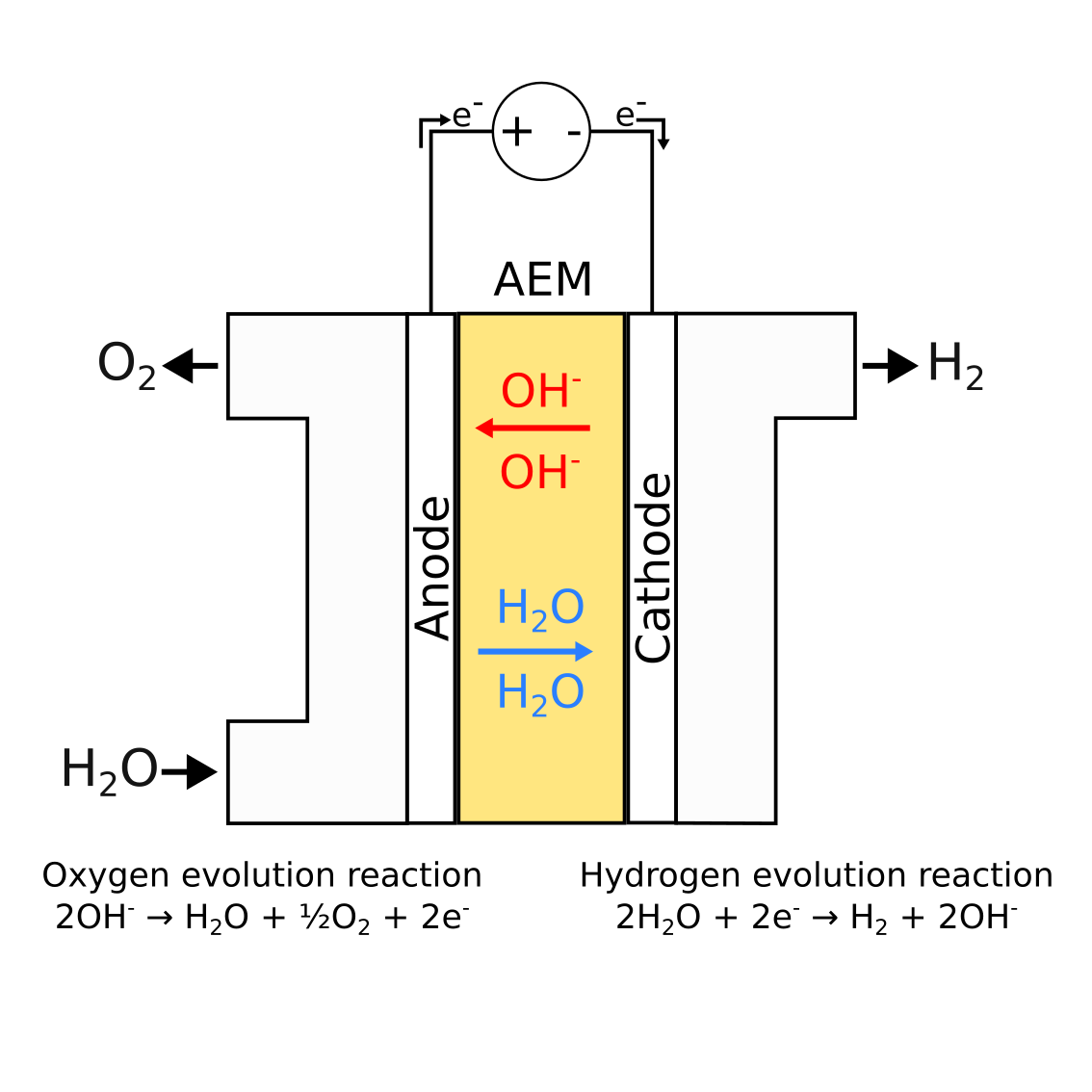
Principe de fonctionnement de l'électrolyse de l'eau AEM avec les réactions d'évolution d'hydrogène (HER) et les réactions d'évolution de l'oxygène (OER)

L'électrolyse à membrane échangeuse d'anions (EAM ou (en) AEM) est un procédé d'électrolyse de l'eau utilisant une membrane semi-perméable appelée membrane échangeuse d'anions qui conduit les ions hydroxyde (OH−). La membrane, à l'instar d'une membrane échangeuse de protons (PEM) pour les protons, sépare les produits les ions négatifs (anions), assure l'isolation électrique entre les électrodes. Le principal avantage de l'électrolyse de l'eau AEM est qu'un catalyseur de métal noble à coût élevé n'est pas exigé, un catalyseur fait de métaux de transition à faible prix peut être employé à la place,. L'électrolyse en eau alcaline (en) (AWE) se rapproche de l'AEM mais utilise un séparateur non sélectif d'ions au lieu d'une membrane échangeuse d'anions.

## Avantages
Parmi toutes les méthodes d'électrolyse de l'eau, l'AEM seule peut combiner les avantages de l'électrolyse en eau alcaline (AWE) et l'électrolyse PEM,. L'électrolyse à membrane électrolytique polymère (PEM) utilise des métaux coûteux du groupe du platine (PGM) tels que le platine, l'iridium et le ruthénium comme catalyseur. L'iridium, par exemple, est plus rare que le platine, or un électrolyseur PEM de 100 MW devrait en nécessiter 150 kg, ce qui coûtera environ 7 millions de dollars. Comme l'électrolyse en eau alcaline, les électrodes dans l'électrolyse AEM fonctionnent dans un environnement alcalin, ce qui permet d'utiliser des catalyseurs non nobles et peu coûteux à base de Ni, Fe, Co, Mn, Cu, etc,,,,,.
L'électrolyseur AEM peut fonctionner avec de l'eau pure et avec des solutions légèrement alcalines (0,1 M KOH/NaOH) mais pas avec les solutions alcalines hautement concentrées (5 M KOH/NaOH) utilisées dans l'AWE,. De la sorte, il réduit le risque de fuite. L'utilisation d'une solution alcaline, en général du KOH/NaOH, augmente généralement la conductivité de la membrane et ajoute une voie conductrice d'ions hydroxydes qui augmente l'effet du catalyseur. La densité de courant d'un électrolyseur AEM sans catalyseur en métal du groupe du platine (PGM) fonctionnant à 1 A/cm2 révèle un besoin de 1,8 V dans une alimentation d'eau pure et 1,57 V pour 1 M KOH. L'électrolyte peut être envoyé à la fois du côté de l'anode et de la cathode ou du côté de l'anode uniquement.
Dans le modèle à espacement nul de l'électrolyse en eau alcaline, les électrodes ne sont séparées que par un diaphragme inséré entre les gaz. Celui-ci, censé ne laisser passer que l'eau et les ions hydroxydes, n'arrête pas complètement le gaz. L'oxygène gazeux peut entrer dans la demi-cellule d'hydrogène et réagir du côté de la cathode pour former de l'eau, et réduit ainsi l'efficacité de la cellule. La traversée de gaz, du H2 vers l'O2 côté évolution, peut aussi poser un problème de sécurité, car le mélange de gaz devient explosif au-dessus de 4 % mol H2,. L'électrolyseur AEM, quant à lui, maintient le passage d'H2 à moins de 0,4 % pendant 5 000 h de fonctionnement.
L'AEM basée sur une structure de polymère aromatique est prometteuse en raison du niveau significativement bas des coûts. À titre de comparaison, dans la PEM, la production de nafion a exigé des produits chimiques hautement toxiques, qui en ont augmenté le coût (> 1 000 $/m2), et les gaz perfluorocarbures, émis au stade de production de tétrafluoroéthylène, impacte fortement l'environnement. Les matières premières fluorées ne sont pas nécessaires pour l'AEM, ce qui permet une sélection plus large de chimie des polymères à faible coût.
Enfin, la conception du dispositif peut très compacte.

### Perspectives et défis
L'électrolyse à membrane échangeuse d'anions est encore au stade précoce de la recherche et du développement, tandis que l'électrolyse en eau alcaline est au stade mature et l'électrolyse PEM est au stade commercial. Il y a moins de littérature scientifique sur les électrolyseurs AEM alimentés en eau pure par rapport à ceux à solution KOH. Le principal défi technique auquel est confronté un électrolyseur AEM au niveau du consommateur est la faible durabilité de la membrane, qui fait référence à la courte durée de vie ou à la longévité du dispositif. Les durées de vie des empilements électrolyseurs PEM vont de 20 000 à 80 000 h,. Des études scientifiques ont montré que la durabilité de l'électrolyseur AEM est supérieure à 2 000 h (alimenté en eau pure), à 12 000 h (alimenté en concentré de KOH) et à 700 h (1 wt% K2CO3) avec un catalyseur du groupe Pt sur l'anode et la cathode.

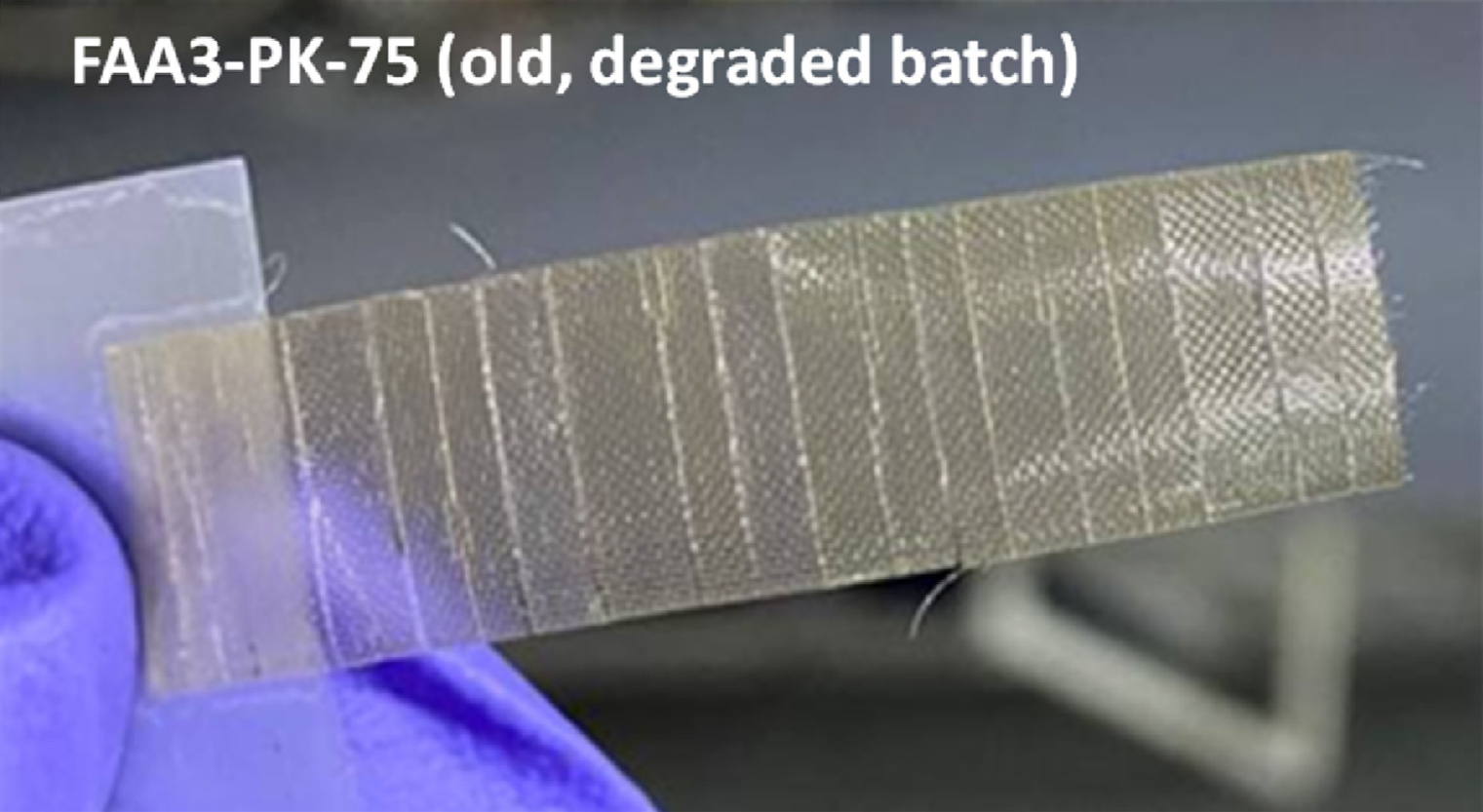
Membrane d'AEM dégradée après des tests de résistance mécanique.

L'AEM doit surmonter des obstacles à une utilisation à grande échelle, l'augmentation de la conductivité ionique et de la durabilité y est essentielle. De nombreux AEM tombent en panne à des températures supérieures à 60°C. Il faut donc qu'elle puisse tolérer la présence d'O2, un pH élevé et des températures supérieures à 60°C,.

## Procédé

### Réactions
Les réactions d'évolution de l'oxygène (OER) nécessitent quatre électrons pour produire une molécule d'O2, consommer plusieurs anions OH- et former plusieurs intermédiaires adsorbés à la surface du catalyseur. Ces multiples étapes de réaction créent une barrière énergétique élevée et donc un surpotentiel élevé, ce qui ralentit la réaction d'évolution de l'oxygène. Les performances de l'électrolyseur AEM dépendent largement de l'OER. Le surpotentiel de la réaction de dégagement d'hydrogène peut être réduit à l'aide d'un catalyseur efficace qui rompt la liaison intermédiaire de la réaction. La cinétique de la réaction de dégagement de l'hydrogène (HER) dans les solutions alcalines est plus lente que dans les solutions acides en raison de la dissociation supplémentaire des protons et de la formation d'un intermédiaire hydrogène (H*) qui n'est pas présent dans les conditions acides,.

#### Réaction à l'anode
| {\displaystyle 4\mathrm {OH} ^{-}\rightarrow 3\mathrm {OH} ^{-}+\mathrm {e} ^{-}+\mathrm {OH} ^{*}}                                                                                               | (1) |
| {\displaystyle \mathrm {OH} ^{*}+3\mathrm {OH} ^{*}+\mathrm {e} ^{-}\rightarrow 2\mathrm {OH} ^{-}+\mathrm {e} ^{-}+\mathrm {O} ^{*}+\mathrm {H} _{2}\mathrm {O} }                                | (2) |
| {\displaystyle \mathrm {O} ^{*}+\mathrm {H} _{2}\mathrm {O} +2\mathrm {OH} ^{-}+2\mathrm {e} ^{-}\rightarrow \mathrm {OH} ^{-}+3\mathrm {e} ^{-}+\mathrm {OOH} ^{*}+\mathrm {H} _{2}\mathrm {O} } | (3) |
| {\displaystyle \mathrm {OOH} ^{*}+\mathrm {H} _{2}\mathrm {O} +\mathrm {OH} ^{-}+3\mathrm {e} ^{-}\rightarrow 4\mathrm {e} ^{-}+2\mathrm {H} _{2}\mathrm {O} +\mathrm {O} _{2}}                   | (4) |

où * indique les espèces adsorbées à la surface du catalyseur.

#### Réaction à la cathode
La réaction commence par l'adsorption et la dissociation de l'eau lors de l'étape Volmer ou par la désorption de l'hydrogène pendant l'étape Tafel ou létape Heyrovsky.
| Étape Volmer :    | {\displaystyle 2\mathrm {H} _{2}\mathrm {O} +2\mathrm {e} ^{-}\rightarrow 2\mathrm {H} ^{*}+2\mathrm {OH} ^{-}}              | (5) |
| Étape Tafel :     | {\displaystyle 2\mathrm {H} ^{*}\rightarrow \mathrm {H} _{2}}                                                                | (6) |
| Étape Heyrovsky : | {\displaystyle \mathrm {H} _{2}\mathrm {O} +\mathrm {H} ^{*}+\mathrm {e} ^{-}\rightarrow \mathrm {H} _{2}+\mathrm {OH} ^{-}} | (7) |

### Membrane échangeuse d'anions
L'ion hydroxyde a intrinsèquement une mobilité inférieure à celle de H+, l'augmentation de la capacité d'échange d'ions peut compenser cette mobilité plus faible, mais aussi augmenter le gonflement et réduire la stabilité mécanique de la membrane. Les membranes réticulantes peuvent compenser l'instabilité mécanique de la membrane. L'ammonium quaternaire (AQ) tête de groupe est couramment utilisé pour fixer des matrices polymères dans l'AEM. Le groupe de tête permet le transport des anions mais pas des cations. Les AEM avec AQ ont une faible stabilité chimique car ils sont sensibles à l'attaque d'OH-. Les candidats prometteurs pour les groupes de tête comprennent celui à base d'imidazole et ceux sans azote tels que le phosphonium, le sulfonium et le complexe ligand-métal. La plupart des groupes AQs et imidazole se dégradent dans les environnements alcalins en réarrangement de Hofmann, en réaction SN2, ou en réaction d'ouverture de cycle, particulièrement aux températures et au pH élevés,.
Les squelettes polymériques AEM sont des polymères de base sans cation. Les dorsales à base de poly(arylène éther), les dorsales à base de polyoléfine, les dorsales à base de polyphénylène et les dorsales contenant des parties cationiques en sont quelques exemples. 
Certains des dispositifs AEM les plus performants sont HTMA-DAPP, QPC-TMA, m-PBI et PFTP.

### Assemblage électrode membrane
Un Assemblage membrane-électrode assemblage membrane-électrode (AME) est constitué d'une couche de catalyseur anodique et cathodique et d'une couche de membrane intermédiaire. La couche de catalyseur peut être déposée sur la membrane ou sur le substrat. Le substrat revêtu d'un catalyseur (CCS) et la membrane revêtue d'un catalyseur (CCM) sont deux approches pour préparer les AME. Un substrat doit conduire l'électricité, supporter mécaniquement le catalyseur et éliminer les produits gazeux. 
Le nickel est généralement utilisé comme substrat pour l'AME, tandis que le titane l'est pour la MEP ; le nickel et le titane peuvent tous deux être utilisés pour la MEA. Les matériaux carbonés ne conviennent pas pour l'anode en raison de leur dégradation par les ions HO, qui sont des nucléophiles. Sur la cathode, le nickel, le titane et le carbone peuvent être facilement utilisés. La couche de catalyseur est généralement fabriquée en mélangeant de la poudre de catalyseur et de l'ionomère pour produire une encre ou une boue qui est appliquée par pulvérisation ou au pinceau,. D'autres méthodes comprennent l'électrodéposition, la pulvérisation magnétron, le placage chimique sans électrolyse et la sérigraphie sur le substrat,. 
Les ionomères servent de liant pour le catalyseur, le support du substrat et la membrane, qui fournissent également des ions conducteurs OH et augmentent les activités électrocatalytiques,,.